# Malekan
Malekan (pers. ملكان) – miasto w Iranie, w ostanie Azerbejdżan Wschodni. W 2006 roku miasto liczyło 23 989 mieszkańców w 6356 rodzinach.